# Couvent des Cellites de Malines
Le couvent des Cellites de Malines est un établissement situé à Malines, en Belgique.

## Historique
Les frères Cellites sont apparus pour la première fois à Malines vers le milieu du XIVe siècle et se sont installés, de 1448 à 1614, sur le Begijnenkerkhof. Ils déménagent alors au Hof van Nassau et construisent l'actuel couvent en 1710.
En 1727, ils font construire une nouvelle chapelle pour leur couvent. Les frères durent céder une partie du jardin pour la construction de la caserne Dossin en 1755. 
Sous l'occupation française, l'ensemble immobilier (bâtiments et jardins) est vendu publiquement. L'ensemble est alors acquis par Constantin Joseph van den Nieuwenhuysen (1749-1823), aumônier et écoutète de la ville de Malines, également acquéreur de l'ancien Couvent des Capucins de Malines, qui leur restitue en 1802. 

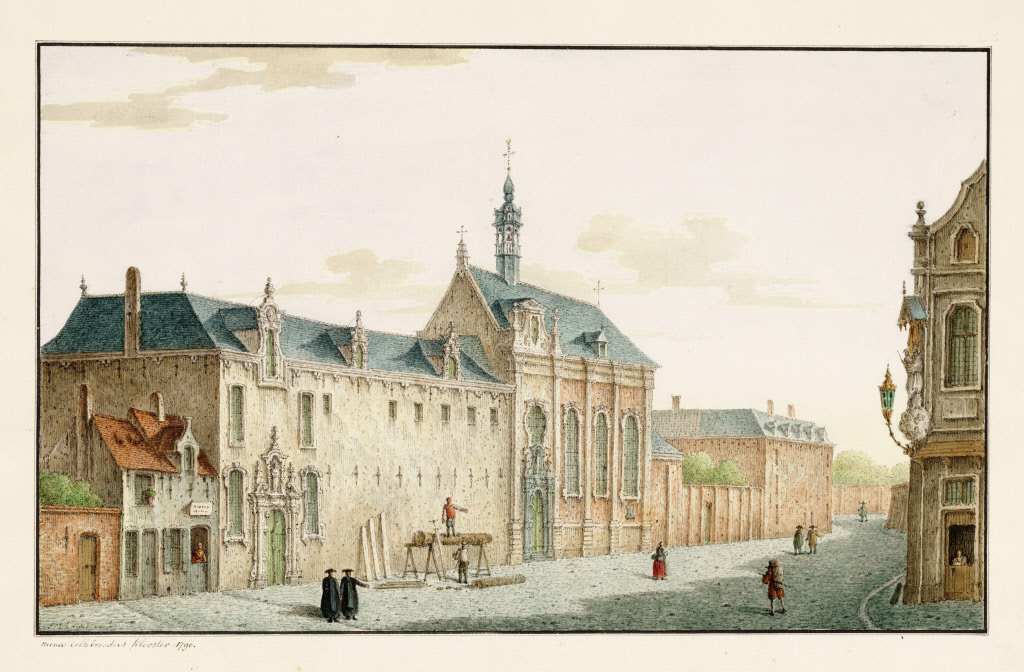
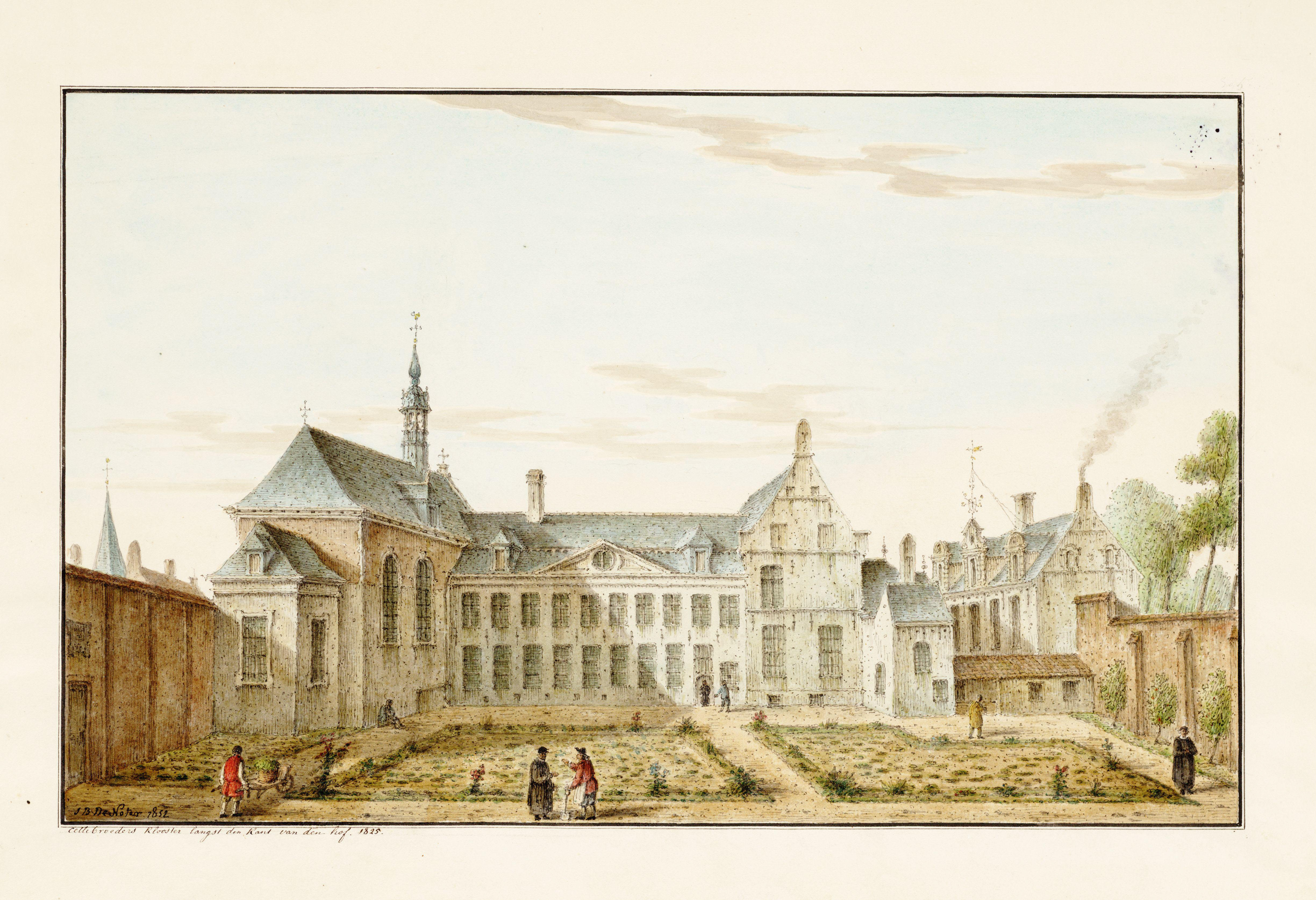
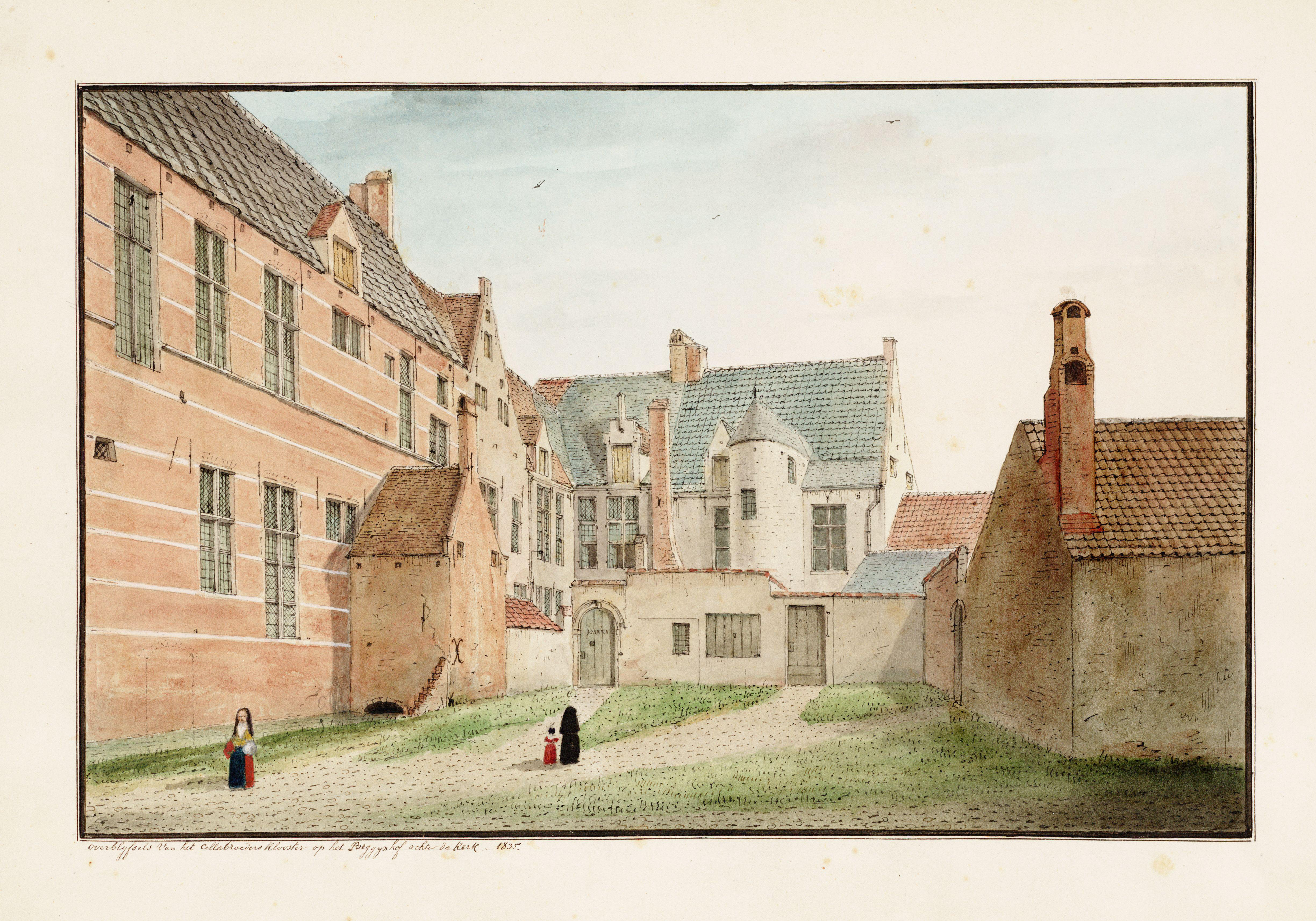
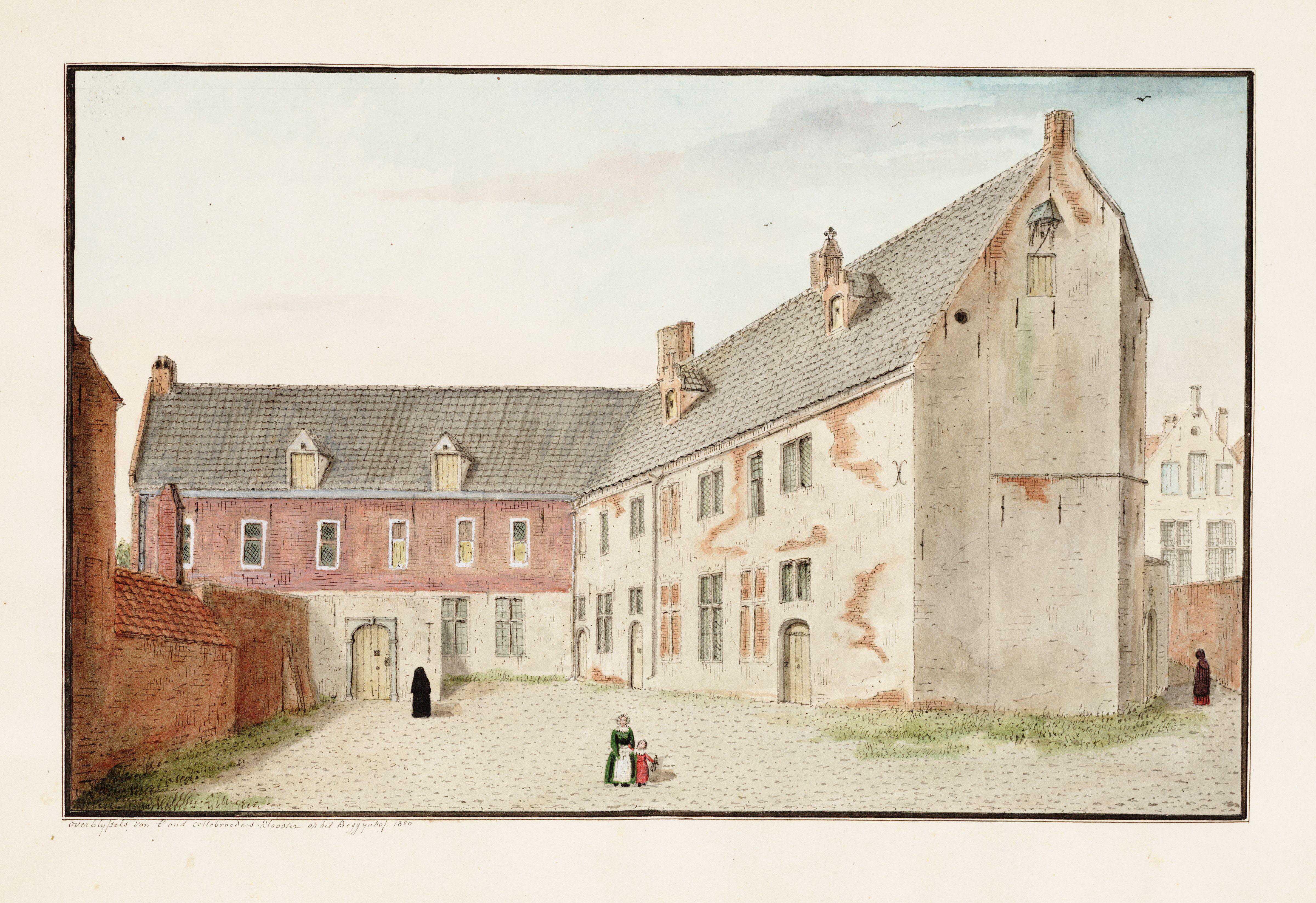
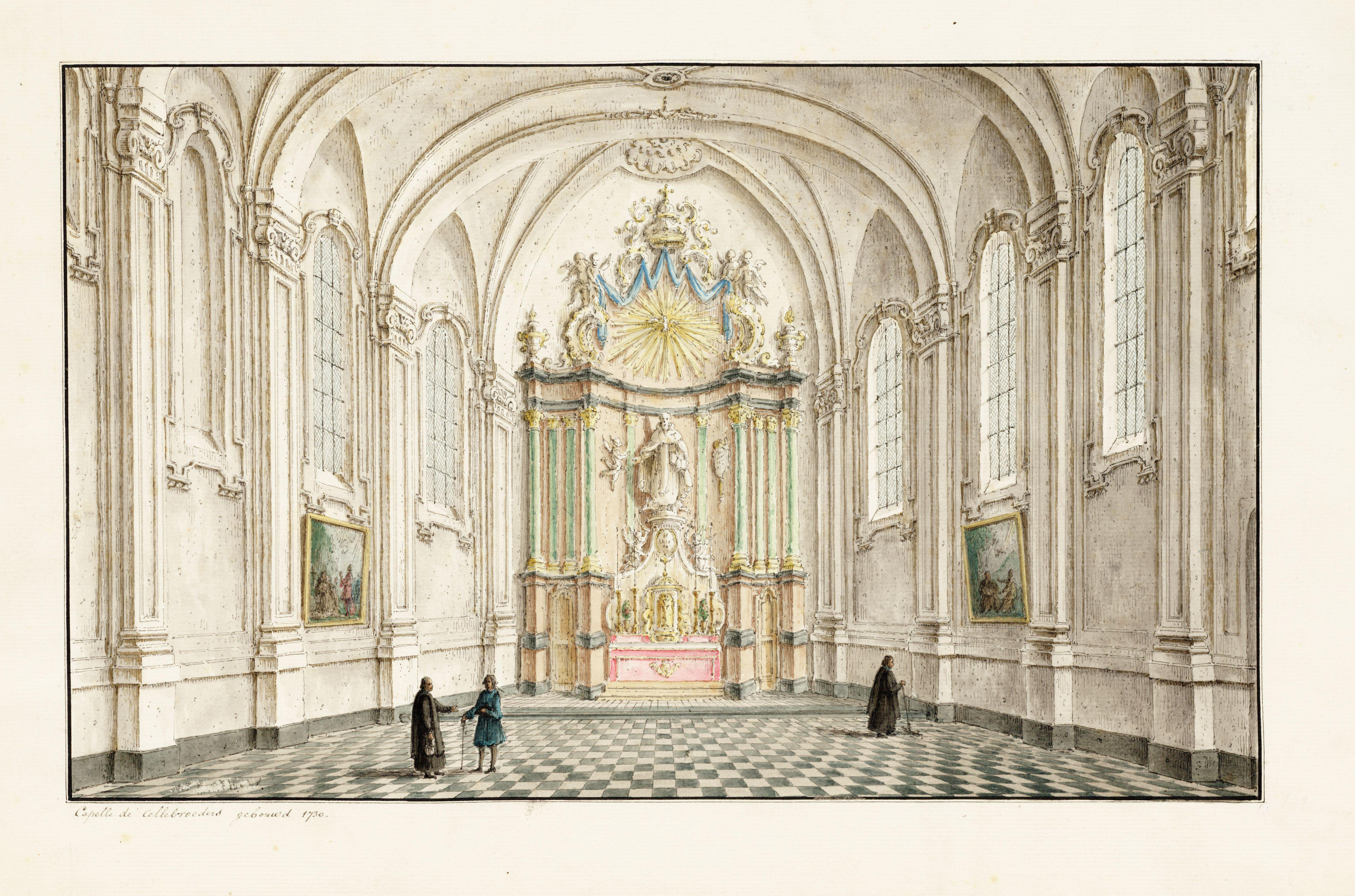

En 1909, lorsque le bâtiment est devenu trop petit, les Alexiens vendent le monastère aux sœurs franciscaines et s'établissent alors à Strombeek-Bever (Grimbergen). Les sœurs ont installé une école et une garderie dans les bâtiments. Depuis 1994, l'institution est dirigée par Emmaüs, une organisation à but non lucratif qui coordonne les établissements de soins de plusieurs organisations chrétiennes.
L'ensemble est protégé en tant que monument depuis 1985 et possède un ensemble spécial de riches plafonds en stuc. Le monastère a été entièrement restauré et modernisé. Cette vaste restauration, mais aussi respectueuse, qui a mis en lumière toute cette splendeur, s'est achevée en 2005.

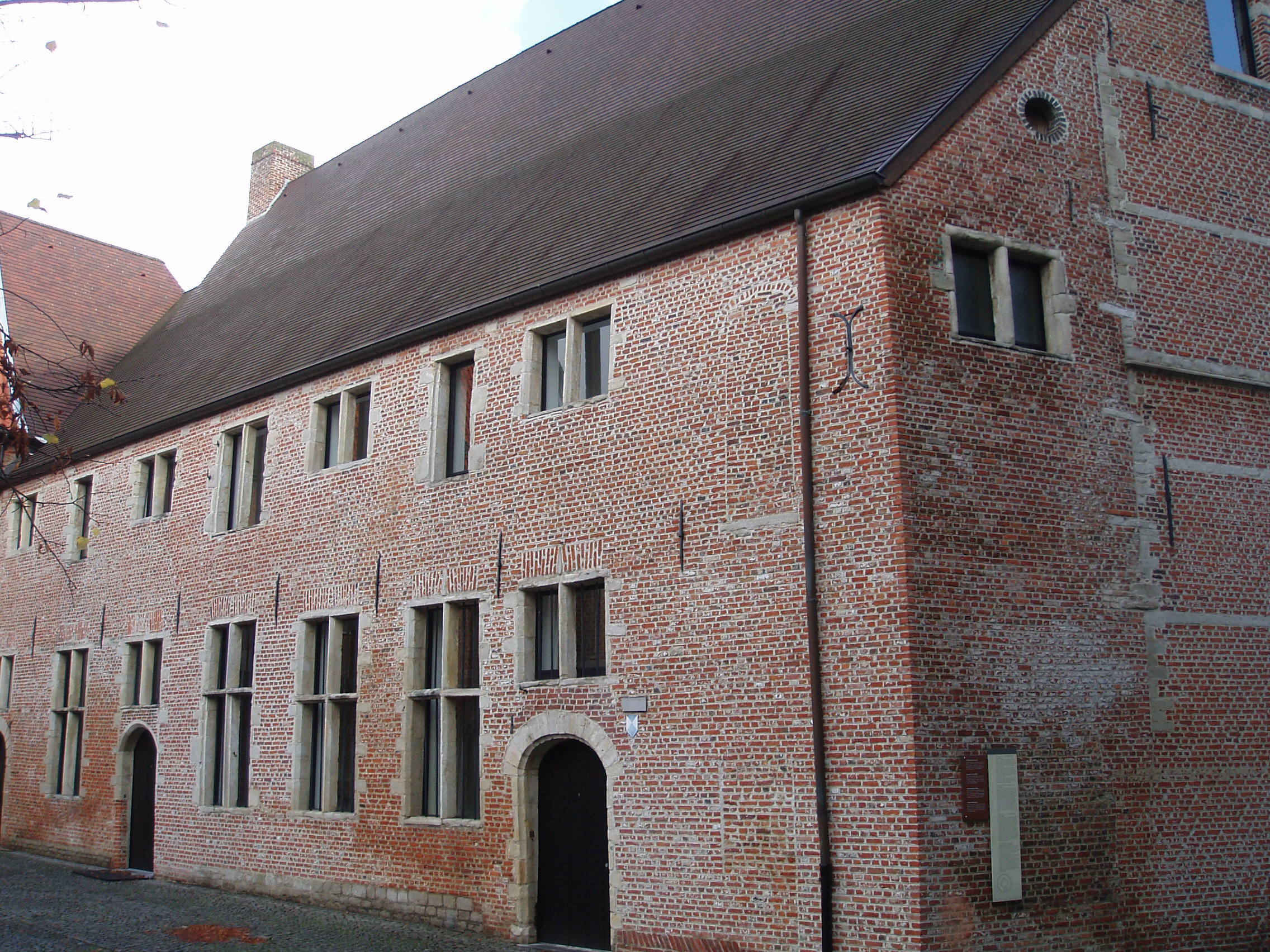
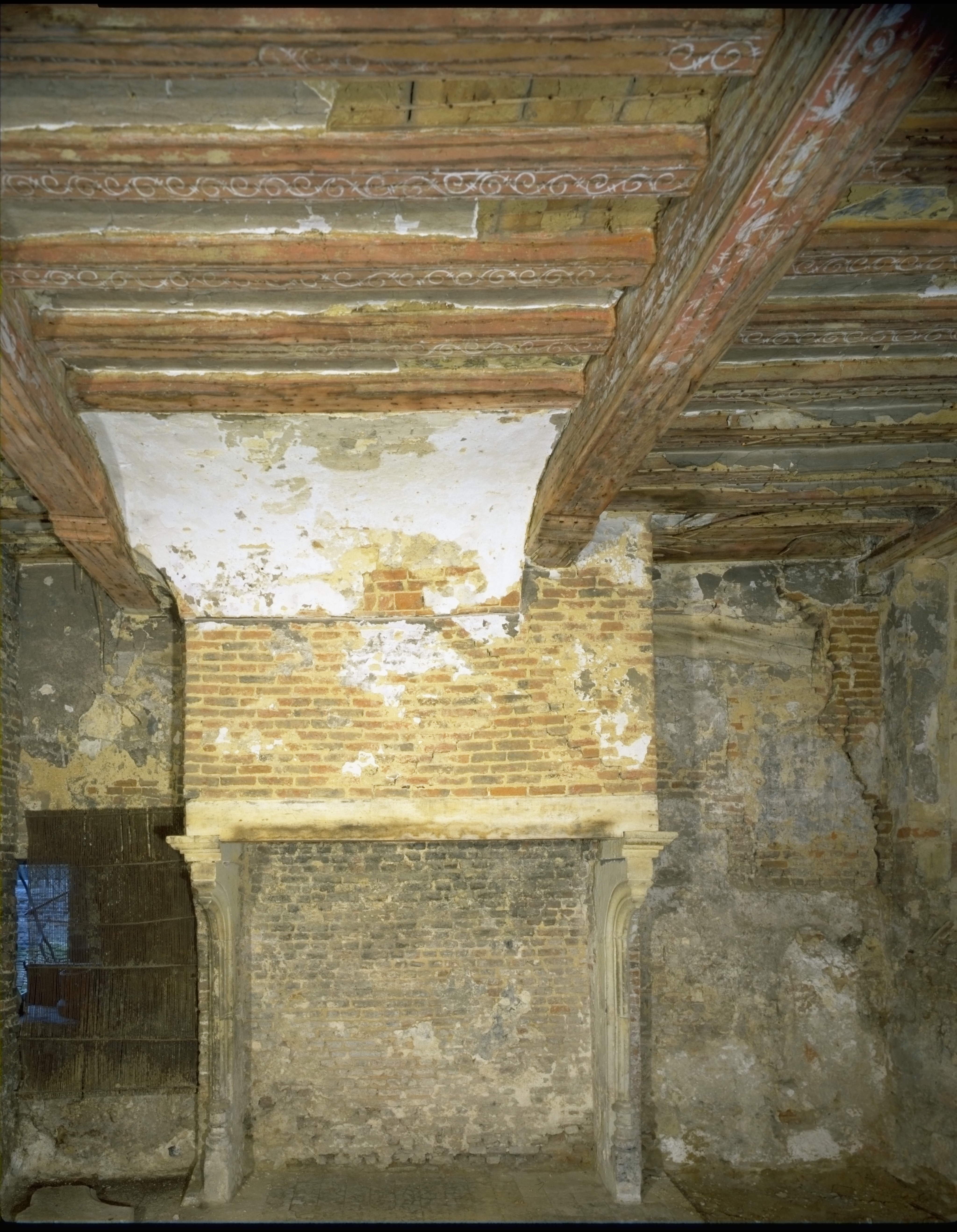

## Sources
1. ↑  De Inventaris van het Bouwkundig Erfgoed
2. ↑   Adolf Monballieu, Georges Dogaer, Raphaël De Smedt, Studia Mechliniensia: Bijdragen aangeboden aan Dr. Henry Joosen ter gelegenheid van zijn vijfenzestigste verjaardag, Koninklijke Kring voor Oudheidkunde, Letteren en Kunst van Mechelen, 1976

- Eeman M., Kennes H. & Mondelaers L. 1984: Inventaris van het cultuurbezit in België, Architectuur, Stad Mechelen, Binnenstad, Bouwen door de eeuwen heen in Vlaanderen 9N, Brussel - Gent, 1984.